# Rivista Studio
Rivista Studio è una rivista italiana di attualità e cultura, fondata nel 2011 da Alessandro De Felice e Federico Sarica. Viene pubblicata in diversi formati: in edicola, come rivista trimestrale, su iPad, con un'edizione digitale bimestrale, e sul sito internet con aggiornamenti quotidiani. Dal 2014 la rivista viene distribuita anche a livello internazionale con alcuni articoli in lingua inglese. Sempre dal 2014 si affianca a Rivista Studio la rivista a tema calcistico Undici. Dal 2015 entra a far parte del gruppo editoriale la News 3.0 di Matteo Arpe.
Federico Sarica lascia la direzione della rivista dopo dieci anni nel 2021, per passare alla direzione di GQ Italia.
Collaborano con Studio diversi giornalisti e scrittori, fra i quali: Gianni Riotta, Mariarosa Mancuso, Claudio Cerasa, Giuliano da Empoli, Michele Masneri, Paola Peduzzi, Filippo Sensi, Francesco Pacifico, Maurizio Fiorino, Giuseppe De Bellis, Cristiano De Majo, Federico Bernocchi, Michele Boroni, Tim Small, e altri.